# Ian Freeman (judoka)
Ian Freeman (ur. 8 lipca 1973 w Camberley) – brytyjski judoka. Olimpijczyk z Barcelony 1992, gdzie zajął dwudzieste czwarte miejsce w kategorii 71 kg. Piąty na mistrzostwach świata w 1991. Brązowy medalista mistrzostw Europy w 1991 roku. 
- Turniej w Barcelonie 1992

Przegrał z Francisco Moralesem z Argentyny i odpadł z turnieju.